# Fischermädchen-Brunnen
Der Fischermädchen-Brunnen steht an der Heuwaage an der Steinentorstrasse in Basel in der Schweiz.
Die Plastik besteht aus Gusseisen und zeigt ein Mädchen, das sich ein Netz über die Schulter gelegt hat. In der linken Hand hält es eine Muschel. Die Eisenkonstruktion des Fischermädchens stammt von der Firma Kern-Schalch, Basel, der Brunnentrog aus Kalkstein wurde von Urs Bargetzi gestaltet. Von wem die Plastik geschaffen wurde, ist nicht bekannt.
Der Brunnen wurde 1866 nach dem Abbruch des Steinentors sowie der angrenzenden Mauern aufgestellt und steht nicht unter Denkmalschutz. Um 1870 fand an der Heuwaage der Schweinemarkt statt. 
Der Brunnen ist jederzeit in Betrieb und das Wasser ist trinkbar. Baden ist nicht möglich, und es gibt keine Hundetränke.